# Turbinicarpus lophophoroides
Turbinicarpus lophophoroides (укр. Турбінікарпус лофофоровидний) — вид кактусів роду Турбінікарпус.

## Ареал
Мексика (штат Сан-Луїс-Потосі). На батьківщині іноді ростуть на засолених ґрунтах.

## Опис
Стебло одиничне з великим горбкуватим коренем, іноді плоско-кулясте або трохи видовжене, 2,5-3,5 см заввишки і 4-4,5 см у діаметрі. У дорослих рослин апекс прихований в густій білій або сріблясто-сірій шерсті або волосках, крізь які пробиваються дещо зігнуті колючки. Колір стебла — тьмяно- або темно-зелений. Ребра розділені на рідкорозташовані горбки, 2-4 мм висоти. Ареоли витягнуті, молоді з біли пухом, пізніше — оголені. Колючок 2-5, 4-8 мм завдовжки, міцні голкоподібні або витончені шилоподібні, плоско розчепірені і часто трохи пригнуті до стебла. Центральна голка 1, пряма, трохи вигнута догори, до 1 см завдовжки. Всі колючки гладенькі, чорні, пізніше сірі, іноді з темним кінчиком. Квітки до 3,5 см шириною, майже чисто білі і шовковисті, з блідо-рожево-пурпуровим відтінком.

## Принципи культивування
Загальні для роду Турбінікарпус.

## Розмноження
Розмножуються переважно насінням.